# Ruda (hromada Wiszniów)
Ruda (ukr. Руда́) – wieś na Ukrainie w rejonie kowelskim należącym do obwodu wołyńskiego.
Znajduje tu się przystanek kolejowy Ruda, położony na linii Kowel – Jagodzin.
Do 2020 w rejonie lubomelskim.

## Położenie
Na podstawie Słownika geograficznego Królestwa Polskiego i innych krajów słowiańskich: Ruda to wieś w powiecie włodzimierskim.